# Санчес дель Амо, Виктор
Виктор Санчес дель Амо (исп. Víctor Sánchez del Amo; род. 23 февраля 1976, Мадрид) — испанский футболист, полузащитник; тренер. Выступал за сборную Испании.

## Карьера

### Футбольная
Виктор Санчес родился в Мадриде. Являясь воспитанником молодёжной команды «Реала», он дебютировал в первой команде 25 мая 1996 года в игре последнего тура против «Сарагосы», которая закончилась со счётом 1:0 в пользу «Реала». В сезоне 1998/99 Виктор столкнулся с жёсткой конкуренцией в борьбе за место в основном составе «королевского клуба», и ему пришлось покинуть его родной город и клуб и перебраться в «Расинг», где он забил 12 голов.
Следующий сезон он начал уже в составе «Депортиво Ла-Корунья». В сезоне 1999/2000 он пропустил только один матч Лиги в составе клуба, который выиграл чемпионат, а Санчес отличился четырьмя голами.

### Тренерская
Санчес дель Амо возглавлял «Депортиво» с апреля 2015 года и в сезоне 2014/15 сумел спасти «Депортиво» от вылета из примеры (16-е место), а по итогам сезона 2015/16 клуб занял 15-е место. Был уволен 30 мая 2016 года.
23 июня 2016 года возглавил команду «Олимпиакос». 9 августа был уволен с поста главного тренера команды, которую возглавлял всего лишь 47 дней.
В ноябре 2016 года был назначен главным тренером «Бетиса». Севильскую команду дель Амо тренировал до мая 2017 года. На следующий день после поражения от «Леганеса» в 36-м туре со счётом 0:4 руководство клуба приняло решение о его отставке.

## Достижения

### Командные
«Реал Мадрид»
- Чемпион Испании: 1996/97
- Обладатель Лиги чемпионов: 1997/98
- Обладатель Суперкубка Испании: 1997

«Депортиво»
- Чемпион Испании: 1999/00
- Обладатель Кубка Испании: 2001/02
- Обладатель Суперкубка Испании: 2000, 2002